# Сихот
Сихот (слч. Ostrov Sihoť) је највеће речно острво на Дунаву у Братислави у Словачкој, које се налази у округу Карлова Вес. Острво лежи између главног тока Дунава на север и паралелног канала Карловеске рамено на југу, између Девинског пута у Братислави и аустријске границе.
Острво се састоји углавном од силицијумског шљунка којег је Дунав донео из виших алпских подручја. Острво Сихот се користи као извор воде од 1886. године, а испоручује квалитетну питку воду градовима Карлова Вес, Дубравка, Девинска нова Вес, део Старог града и део Захорие, граду Малацки, што представља око 200.000 становника самоуправног региона Братиславе. Због геолошких услова, вода на острву Сихот је једна од најбољих у централној Европи. Острво је заштићено подручје јер се на њему малазе извори воде који снабдевају водом из бунара велики део грађана Братиславе, као и бројна оближња села.
Под комунизмом је приступ острву био ограничен због близине аустријске границе, а војници су чували једини приступни мост на острву. Приступ острву остао је забрањен и након престанка комунизма, а данас је приступ веома ограничен. Од 15. маја 2012. острво је заштићено подручје и тренутно постоји иницијатива да се острво прогласи националним парком и повеже га са суседним националним парком Дунав-Ауен у Аустрији.

## Историја
У прошлости се Сихот звао  , а слч. Syrársky ostrov на словачком. Било је то највеће дунавско острво у целом мађарском краљевству.
То подручје је прегледао Бернхард Салбах (Bernhard Salbach) из Дрездена 1881–1882, а острво је проглашено као добар извор воде. Салбах је такође дизајнирао систем за снабдевање пијаћом водом за историјски центар града, који ради и данас. Братислава је 1880-их успоставила свој први водовод, постајући један од првих градова у Европи који је изградио водоводни систем. Након што су својства воде потврђена као висококвалитетна, грађевински радови су свечано започети. На острву Сихот први пилот бунар ископан је 1882. године и сачуван је као историјски споменик до данас. Поред бунара, први објекти водовода обухватали су пумпну станицу Карлова Вес и акумулацију на Сомарском врху. Од тада је обезбеђено редовно снабдевање висококвалитетном питком водом. Главни водовод изграђен је 1885. године.

## Опис
Површина острва је 235 хектара припада компанији Штатне Леси која врши сечу дрвета на острву упркос заштићеном подручју. Сви бунари за воду, водоводна инфраструктура и све зграде и путеви на острву припадају Братиславном предузећу за воду.
Острво је део ловишта Девинска Кобила које ловци повремено користе задњих 60 година, упркос томе што је подручје заштићено. Вођа компаније Штатне Леси Јожеф Минаш (Jozef Minďáš) 2007. године потписао је уговор са ловачком организацијом Кленовица којим је дао право на лов на острву на период од 10 година уз накнаду од 440 евра годишње. Животиње које се лове на острву су дивље свиње, јелени и патке.

## Извори воде и њихова заштита
Острво Сихот је извор воде за Братиславу од 1886. године. Јавни приступ острву је у великој мери забрањен још од 1886. године због заштите система за снабдевање пијаћом водом. Вода узета из извора Сихот увек је показала стабилан и веома добар квалитет. Природно окружење за филтрацију ствара се неконтаминираним речним наслагама, таложи се на непропусном подземљу и заштићено је од површине биолошки активним слојевима ситног песка, хумуса и вегетације. Вода Дунава (приближно 30 - 200 цм / дан) постепено се мења у биолошки безопасну због филтрационе средине. Тренутно на острву постоји 13 ископаних, 33 избушених бушотина и 4 станице за пуњење акумулација.
Територија острва Сихот спада у прву зону хигијенске заштите водних ресурса. На острву је забрањена било каква пољопривредна и индустријска активност и затворено је за јавност током целе године, осим специјализованих едукативних догађаја у организацији Братиславе водовода и Музеја воде. Током повишеног нивоа Дунава, острво је поплављено. Бушотине на острву Сихот су изграђене и учвршћене тако да речна вода не продре у бунаре.

## Флора и фауна
Због мале људске активности, острво обилује дивљином. Екосистем је у великој мери нетакнут, осим за ограничену легалну сечу. 
Највећи део острва пошумљен је остацима прагоздне шуме која је делимично поплављена сваке године током високог водостаја Дунава, а током екстремно високог водостаја, већи део острва је потпуно потопљен. На Сихоту се налазе разне заштићене биљке, укључујући снежне каде, ђурђевак и мањи целандин.
Животиње које живе на острву су: даброви, дивље свиње, јелени и патке.

## Заштита природе на острву
Поред заштите воде за пиће, острво Сихот је такође важно са становишта заштите природе. Појава ретких поплавних станишта била је разлог за укључивање у европски систем заштићених подручја у оквиру еколошке мреже Натура 2000. у две категорије, а то су: 
- заштићене подунавске ливаде и заштићене птице и
- подручје Братислава ливаде које су од европског значаја.

Поред тога, проглашено је заштићеним подручјем 2012. године као ретко станиште словачке од европског значаја.

## Галерија
Делови острва Сихот у Карловој Веси, Братислава